# Saison 10 de Meurtres au paradis
 (mai 2021).
Si vous disposez d'ouvrages ou d'articles de référence ou si vous connaissez des sites web de qualité traitant du thème abordé ici, merci de compléter l'article en donnant les références utiles à sa vérifiabilité et en les liant à la section « Notes et références ».
Chronologie
Saison 9 Saison 11
Cet article présente les épisodes de la dixième saison de la série télévisée Meurtres au paradis.

## Distribution

### Acteurs principaux
- Ralf Little (en) (VF : Emmanuel Garijo) : Inspecteur-chef Neville Parker
- Joséphine Jobert (VF : Joséphine Jobert) : Sergent Florence Cassell
- Tobi Bakare (de) (VF : Jean-Baptiste Anoumon) : Agent JP Hooper
- Tahj Miles : Agent Stagiaire Marlon Pryce (épisodes 2 à 8)

### Acteurs récurrents
- Élizabeth Bourgine (VF : elle-même) : Catherine Bordey, maire de Sainte-Marie
- Don Warrington (en) (VF : Daniel Kamwa) : Commandant Selwyn Patterson, chef de la police de Sainte-Marie
- Prisca Bakare : Rosey Fabrice-Hooper (épisodes 3 et 8)

## Liste des épisodes
Sauf indication contraire, les informations mentionnées dans cette section peuvent être confirmées par la base de données cinématographiques IMDb,  présente dans la section « Liens externes ».
Cette saison est, comme toutes les autres, composée de huit épisodes. Cependant, il s'agit d'une saison anniversaire (célébrant les 10 ans de la série) et de nombreuses surprises ont lieu tout au long de la saison : le retour du Sergent Camille Bordey et de l'Inspecteur Richard Poole.

### Épisode 1:Meurtre dans la matinale
- Royaume-Uni : 7 janvier 2021
- France : 5 avril 2021 sur France 2

- Patrick Robinson (en) : Garfield Tourné
- Shalisha James-Davis : Hélène Tourné
- Ike Bennett : Benny Morgan
- Eleanor Fanyinka : Melanie Sharpe
- Serge Hazanavicius : Henri Pigal
- Franc Ashman : Elmina Blondeau

### Épisode 2:Trésors enfouis
- Royaume-Uni : 14 janvier 2021
- France : 5 avril 2021 sur France 2

- Richard McCabe : Pr Roger Harkness
- Bryony Hannah (en) : Rebecca Morley
- Luke Pasqualino : Ed Lancer
- Jim Caesar : Julius Joyce
- Golda Rosheuvel : Alice Joyce

### Épisode 3:Jackpot
- Royaume-Uni : 21 janvier 2021
- France : 12 avril 2021 sur France 2

- Kevin Fletcher (en) : Gavin Jackson
- Laura Aikman (en) : Cherry Jackson
- Jason Manford (en) : Craig McKenzie
- Faye McKeever (en) : Danielle McKenzie
- Hollie Edwin : Melea Lewis

### Épisode 4:Enquête sous perfusion
- Royaume-Uni : 28 janvier 2021
- France : 19 avril 2021 sur France 2

- Clarence Smith : Dr Joshua Dreyfuss
- Idris Debrand : Taylor Johnson
- Gbemisola Ikumelo : Dena Johnson
- Steve Edge (en) : Freddie Archer
- Flo Wilson : Lulu Deloitte
- Danielle Vitalis : Aneesha Cole

### Épisode 5:Pacte avec le diable - Première Partie
- Royaume-Uni : 4 février 2021
- France : 26 avril 2021 sur France 2

- Adrian Schiller : Pasha Verdinikov
- Lia Williams : Grace Verdinikov
- Niamh Cusack (en) : Maggie O'Connell
- Sam Retford (en) : Joseph Verdinikov
- Luke Bailey (en) : Delford Adams
- Sara Martins : Camille Bordey

### Épisode 6:Pacte avec le diable - Deuxième Partie
- Royaume-Uni : 5 février 2021
- France : 3 mai 2021 sur France 2

- Sara Martins : Camille Bordey
- Lia Williams : Grace Verdinikov
- Luke Bailey (en) : Delford Adams
- Sam Retford (en) : Joseph Verdinikov
- Niamh Cusack (en) : Maggie O'Connell
- Delroy Atkinson : Godrell James
- Adrian Schiller : Pasha Verdinikov
- Ben Miller : Richard Poole

### Épisode 7:Partie de pêche
- Royaume-Uni : 12 février 2021
- France : 10 mai 2021 sur France 2

- Hugh Coles : Hugo Pickford
- Lewis Reeves (en) : Finley McEwan
- Colin Ryan (en) : Jamie Santisuk
- Buom Tihngang : Ollie Gordon
- Sean Gilder : Skip Marsden
- Kellie Shirley (en) : Pamela Bellman

### Épisode 8:Amnésie
- Royaume-Uni : 18 février 2021
- France : 17 mai 2021 sur France 2

- Wil Johnson : Emmet Peterson
- Karen Bryson : Gardenia Dujon
- Justin Edwards : Patrick Harborne
- Ayoola Smart : Cassie Dujon
- Corey Johnson : The Love Demon
- Kiell Smith-Bynoe (en) : Tarone Vincent

### Épisode spécial:Noël aux Caraïbes
- Royaume-Uni : 26 décembre 2021
- France : 29 décembre 2021

- Sara Cox : Présentatrice radio
- Mathew Bayton : Colin Babcock
- Elizabeth Tan : Bliss Monroe
- Tessa Bonham Jones : Marigold Carlton
- Anthony Calf : Philip Carlton
- Stanley Townsend (en) : Bruce Garrett
- Juliet Stevenson : Natasha Carlton
- Danny John-Jules : Dwayne Myers
- Jocelyn Jee Esien : Zelda Moncrief
- Tariq Jordan : Rufus Adler

## Musiques
Lors de sa diffusion en Grande-Bretagne, la saison 10 s'est vue réarranger son thème principal, qui a déjà été modifié lors de la saison 7. Le changement de thème est entendu en France pour la première fois dans le générique de fin du troisième épisode de la saison : la musique des saisons 1 à 6 se faisait entendre dans le générique de fin des deux premiers épisodes.

## Livres
Le 5 mai 2021, les éditions J'ai Lu publient pour la première fois en français des romans de la série. Le premier s'intitule Meurtre avec (pré)méditation et le second Falaise Fatale. Tous les deux ont été écrits par Robert Thorogood, le créateur de la série, et mettent en scène l'équipe des deux premières saisons de la série.